# Mesnil-Verclives
Mesnil-Verclives es una localidad y comuna francesa situada en la región de Alta Normandía, departamento de Eure, en el distrito de Les Andelys y cantón de Fleury-sur-Andelle.

## Administración

### Entidades intercomunales
Mesnil-Verclives está integrada en la Communauté de communes des Andelys et de ses Environs . Además forma parte de diversos sindicatos intercomunales para la prestación de diversos servicios públicos:
- Syndicat des eaux du Vexin normand (S.E.V.N.)
- Syndicat de l'électricité et du gaz de l'Eure (SIEGE)
- Syndicat intercommunal de l'aérodrome d'Etrépagny Gisors

### Riesgos
La prefectura del departamento de Eure incluye la comuna en la previsión de riesgos mayores  por:
- Presencia de cavidades subterráneas.
- Riesgos derivados del transporte de mercancías peligrosas.

## Demografía
| 187 | 180 | 142 | 165 | 203 | 218 |
| Para los censos de 1962 a 1999 la población legal corresponde a la población sin duplicidades (Fuente: INSEE [Consultar]) |     |     |     |     |     |